# Marita Bengtsson
Gunnel Marita Bengtsson, född 16 september 1943 i Falkenberg, är en svensk socialdemokratisk politiker.
Bengtsson, som är dotter till skoarbetare John Bengtsson och Annie Johansson, studerade vid Katrinebergs folkhögskola i Vessigebro 1960–1964 och vid sociala barn- och ungdomsvårdsseminariet 1966–1969. Hon var inspektör för ungdomsvårdsskolor 1969–1976, ordförande för ST-vård (heltid) på Statstjänstemannaförbundet 1977–1979, kommunalråd i Katrineholms kommun 1980–1985 och ledamot av Sveriges riksdag 1985–1991, invald i Södermanlands läns valkrets. Hon har varit ledamot av länsstyrelsen och länsarbetsnämnden i Södermanlands län, ordförande i Katrineholms arbetarekommun, ledamot av Unga Örnars förbundsstyrelse och verkställande utskott, ledamot av Svenska gymnastikförbundets styrelse och ledamot av socialdemokratiska partistyrelsen. Efter att Göran Persson 1989 utnämnts till skolminister var hon kommunstyrelsens ordförande och kommunalråd i Katrineholm fram till årsskiftet 2002/2003. Hon tilldelades Hans Majestät Konungens medalj i 8:e storleken i serafimerordens band 2003.